# 史密斯威森護衞者左輪手槍
史密斯威森護衞者（英語：Smith & Wesson Bodyguard）是一系列由美国槍械公司史密斯威森所研製及生產的“J型底把”雙動操作式左輪手槍，直到目前仍然生產，視乎型號而發射.38 S&W特種型或火力相對較強的.357 S&W馬格南這二種.357口徑的手枪子彈。

## 型號

### 史密斯威森M38
史密斯威森M38為铝製底把，並具有碳鋼製造的5發容量弹巢和槍管。發射.38 S&W特種彈。

### 史密斯威森M49
史密斯威森M49為全碳鋼製底把左輪手槍，發射.38 S&W特種彈。

### 史密斯威森M638
史密斯威森M38為铝製底把，並具有不鏽鋼製造的彈巢和槍管。發射.38 S&W特種彈。

### 史密斯威森M649
史密斯威森M469為全碳鋼製底把左輪手槍，發射.38 S&W特種彈或火力相對較強的.357 S&W馬格南子彈。

### 史密斯威森軍警型護衞者38
史密斯威森軍警型護衞者38在2014年推出，為使用護衞者這一綽號的史密斯威森左輪手槍的最新型號。它是發射.38 S&W特種彈的聚合物底把左輪手槍，亦是唯一可配備一體化型緋紅軌跡雷射瞄準握把的型號。與以前的護衞者型號一樣，它具有五發彈巢和隱藏式擊錘；但亦與以前的型號不同的是，擊錘不能待擊以作單動射擊。其閉鎖機構亦與其他任何一款史密斯威森左輪手槍不同，而且該型號與其「J型底把」系列並無可互換使用的部件。發射.38 S&W特種彈。它是唯一可配備一體化型緋紅軌跡（以前是透視科技公司的）紅點雷射瞄準握把的型號。這槍與S&W Centennial的型號最為密切相關。

## 歷史和用途
联邦调查局第一任局長約翰·埃德加·胡佛的特別助理克萊德·托爾森（副局長）持有一把序列號512236的M38 Airweight，並在其中一邊刻上了他的名字。
1968年2月1日越戰的春節攻勢期間，前越南共和国國家警察總監阮玉鸞在全国广播公司及美联社的鏡頭前當眾在西貢街上以M38護衞者枪毙越共游擊隊領袖阮文歛。捕捉到阮玉鸞扣動扳掣一刻的攝影師艾迪·亚当斯，憑著這張照片奪得1969年度的普利策奖；而這張照片亦令公眾對越戰的看法轉變為反感。
1984年12月22日紐約地鐵槍擊案，凶手伯恩哈德·戈茨使用M38 Airweight在紐約地鐵列車內對他相信企圖向他行劫的四名年輕的黑人男子開槍。

## 資料來源
1. ↑  Boorman, Dean K. . Globe Pequot. 1 December 2002: 78. ISBN 978-1-58574-721-4.
2. 1 2 3 4  Ahern, Jerry. . Iola, Wisconsin: Krause Publications. 2010: 47. ISBN 1-4402-1643-6.
3. ↑  . Guns & Ammo. 2014-07-15  [2016-05-21]. （原始内容存档于2017-09-04） （美国英语）.
4. ↑  Shideler, Dan. . Iola: F+W Media, Inc. 20 August 2010: 58. ISBN 1-4402-1624-X.
5. ↑   (新闻稿). Smith & Wesson. 2010-01-19  [2014-08-26].[永久]
6. 1 2  Wiley Clapp. . 美國槍手（英语：American Rifleman）.   [2014-08-26]. （原始内容存档于2014-08-26）.
7. ↑   (PDF) (新闻稿). Smith & Wesson Corp. July 15, 2014  [2014-08-26]. （原始内容存档 (PDF)于2016-06-29）.
8. ↑  Supica, Jim; Nahas, Richard. . F+W Media, Inc. 2007-01-03. ISBN 089689293X （英语）.
9. ↑  Berryhill, Michael. . University of Texas Press. 2011: 34. ISBN 9780292742185.
10. ↑  Goldberg, Jonah. . National Review Online.   [13 November 2014]. （原始内容存档于2015-02-12）.
11. ↑  http://content.time.com/time/magazine/article/0,9171,141513,00.html （页面存档备份，存于） Time Magazine: A Troubled and Troubling Life
12. ↑  YouTube上的

## 外部連結
- （英文）—Modern Firearms—S&W Compact J-Frame revolvers: Chiefs Special, Centennial, Bodyguard
- （英文）—The Smith & Wesson Bodyguard, History and Development （页面存档备份，存于）
- （英文）—美國槍手（英语：American Rifleman）.org—Smith & Wesson Bodyguard 38 （页面存档备份，存于）
- （英文）—Tactical-Life.com—
  - S&W Bodyguard line with integrated INSIGHT laser, new technologies （页面存档备份，存于）
  - Video Sneak Peek: Smith & Wesson Bodyguards （页面存档备份，存于）
  - SMITH & WESSON BODYGUARDS
- （英文）—Personal Defense World.com—
  - SMITH & WESSON BODYGUARD 38 （页面存档备份，存于）
  - Deep Cover Smith & Wessons （页面存档备份，存于）
  - Next-Gen S&W M&P .38 and .380 Bodyguards for Concealed Carry （页面存档备份，存于）